# Hemileuca hera
Hemileuca hera là một loài bướm đêm thuộc họ Saturniidae. Nó được tìm thấy ở miền nam Saskatchewan phía tây đến British Columbia, phía nam đến Arizona và New Mexico.
Sải cánh dài 71–93 mm. Con trưởng thành bay từ tháng 7 đến tháng 9 tùy theo địa điểm.
Ấu trùng của Hemileuca hera hera ăn Artemisia tridentata, A. tripartita, Lupinus và Eriogonum. Ấu trùng của Hemileuca hera marcata ăn A. tridentata.

## Phụ loài
- Hemileuca hera hera (Great Basin)
- Hemileuca hera marcata (Nam Oregon)